# 2003-as U17-es labdarúgó-világbajnokság
A 2003-as U17-es labdarúgó-világbajnokságot Finnországban rendezték 2003. augusztus 13. és augusztus 30. között. 16 válogatott vett részt a tornán. A világbajnokságon 1986. január 1. után született labdarúgók vehettek részt. A tornát a brazil csapat nyerte meg.

## Helyszínek
| Város    | Stadion         |
| -------- | --------------- |
| Helsinki | Finnair Stadium |
| Tampere  | Ratina Stadion  |
| Lahti    | Lahden Stadion  |
| Turku    | Veritas Stadion |

## Csapatok
| Szövetség                                         | Selejtező torna                                 | Csapatok                               |
| ------------------------------------------------- | ----------------------------------------------- | -------------------------------------- |
| AFC (Ázsia)                                       | 2002-es U-17-es Ázsia-kupa                      | Dél-Korea · Jemen · Kína               |
| CAF (Afrika)                                      | 2003-as U-17-es Afrika-kupa                     | Kamerun · Sierra Leone · Nigéria       |
| CONCACAF (Észak és Közép-amerikai, Karibi térség) | 2003-as U-17-es CONCACAF-aranykupa              | Egyesült Államok · Costa Rica · Mexikó |
| CONMEBOL (Dél-Amerika)                            | 2003-as U17-es dél-amerikai Labdarúgó-bajnokság | Argentína · Brazília · Kolumbia        |
| OFC (Óceánia)                                     | 2003-as U17-es óceániai Selejtező-torna         | Ausztrália                             |
| UEFA (Európa)                                     | 2003-as U17-es labdarúgó-Európa-bajnokság       | Portugália · Spanyolország             |
| Rendező ország                                    | Rendező ország                                  | Finnország                             |

## Csoportkör
A csoportok első két helyezettje jutott tovább a negyeddöntőkbe, onnantól egyeneses kieséses rendszerben folytatódtak a küzdelmek.
| Jelmagyarázat                                                            |
| ------------------------------------------------------------------------ |
| A csoportok első két helyezettje bejutott az egyenes kieséses szakaszba. |
| A csoportok harmadik és negyedik helyezettjei kiestek.                   |

Minden időpont helyi idő szerinti (UTC+3)

### A csoport
| Csapat     | M | Gy | D | V | G+ | G– | Gk | P |
| ---------- | - | -- | - | - | -- | -- | -- | - |
| Kolumbia   | 3 | 2  | 1 | 0 | 11 | 2  | +9 | 7 |
| Mexikó     | 3 | 1  | 2 | 0 | 5  | 3  | +2 | 5 |
| Finnország | 3 | 1  | 0 | 2 | 3  | 12 | –9 | 3 |
| Kína       | 3 | 0  | 1 | 2 | 5  | 7  | –2 | 1 |

| 2003. augusztus 13. 17:30 |

| Finnország              | 2–1               | Kína     |
| ----------------------- | ----------------- | -------- |
| Parikka 6' Petrescu 64' | (1–1) Jegyzőkönyv | Jiang 4' |

| Finnair Stadion, Helsinki Nézőszám: 8344 Játékvezető: Heber Lopes (brazil) |

| 2003. augusztus 13. 20:00 |

| Mexikó | 0–0         | Kolumbia |
| ------ | ----------- | -------- |
|        | Jegyzőkönyv |          |

| Finnair Stadion, Helsinki Nézőszám: 3500 Játékvezető: Martin Hansson (svéd) |

| 2003. augusztus 16. 15:00 |

| Kína     | 1–2               | Kolumbia                            |
| -------- | ----------------- | ----------------------------------- |
| Wang 67' | (0–0) Jegyzőkönyv | Guarín 73' (11-esből) Hernández 80' |

| Finnair Stadion, Helsinki Nézőszám: 4100 Játékvezető: Richard Piper (trinidadi) |

| 2003. augusztus 16. 17:30 |

| Finnország | 0–2               | Mexikó               |
| ---------- | ----------------- | -------------------- |
|            | (0–1) Jegyzőkönyv | Ceja 39' Herrera 51' |

| Finnair Stadion, Helsinki Nézőszám: 10 176 Játékvezető: Eric Braamhaar (holland) |

| 2003. augusztus 19. 17:30 |

| Kína                   | 3–3               | Mexikó                             |
| ---------------------- | ----------------- | ---------------------------------- |
| Wang 35' Jiang 61' 81' | (1–0) Jegyzőkönyv | Flores 51' Mariaca 73' Murguia 78' |

| Finnair Stadion, Helsinki Nézőszám: 4500 Játékvezető: Jerome Damon (dél-afrikai) |

| 2003. augusztus 19. 20:00 |

| Kolumbia                                                                  | 9–1               | Finnország   |
| ------------------------------------------------------------------------- | ----------------- | ------------ |
| Hidalgo 16' 32' (11-esből) 50' 61' Ramos 36' 68' 71' Guarín 63' Núñez 74' | (3–1) Jegyzőkönyv | Petrescu 41' |

| Finnair Stadion, Helsinki Nézőszám: 10 200 Játékvezető: Gabriel Brazenas (argentin) |

### B csoport
| Csapat     | M | Gy | D | V | G+ | G– | Gk | P |
| ---------- | - | -- | - | - | -- | -- | -- | - |
| Argentína  | 3 | 3  | 0 | 0 | 5  | 0  | +5 | 9 |
| Costa Rica | 3 | 1  | 1 | 1 | 3  | 3  | 0  | 4 |
| Nigéria    | 3 | 1  | 1 | 1 | 3  | 3  | 0  | 4 |
| Ausztrália | 3 | 0  | 0 | 3 | 1  | 6  | –5 | 0 |

Megjegyzés: Costa Rica sorsolással jutott tovább.
| 2003. augusztus 13. 17:30 |

| Argentína            | 2–0               | Ausztrália |
| -------------------- | ----------------- | ---------- |
| Garay 6' Colzera 69' | (1–0) Jegyzőkönyv |            |

| Veritas Stadion, Turku Nézőszám: 4124 Játékvezető: Eric Braamhaar (holland) |

| 2003. augusztus 13. 20:00 |

| Costa Rica | 1–1               | Nigéria |
| ---------- | ----------------- | ------- |
| Arias 83'  | (0–1) Jegyzőkönyv | Bala 9' |

| Veritas Stadion, Turku Nézőszám: 4292 Játékvezető: Leone Rakaroi (Fidzsi-szigeteki) |

| 2003. augusztus 16. 15:00 |

| Ausztrália | 1–2               | Nigéria            |
| ---------- | ----------------- | ------------------ |
| Giraldi 2' | (1–0) Jegyzőkönyv | Mikel 73' Bala 84' |

| Veritas Stadion, Turku Nézőszám: 5502 Játékvezető: Heber Lopes (brazil) |

| 2003. augusztus 16. 17:30 |

| Argentína       | 2–0               | Costa Rica |
| --------------- | ----------------- | ---------- |
| Peirone 84' 90' | (0–0) Jegyzőkönyv |            |

| Veritas Stadion, Turku Nézőszám: 5462 Játékvezető: Jerome Damon (dél-afrikai) |

| 2003. augusztus 19. 17:30 |

| Nigéria | 0–1               | Argentína   |
| ------- | ----------------- | ----------- |
|         | (0–0) Jegyzőkönyv | Faurlín 59' |

| Veritas Stadion, Turku Nézőszám: 6104 Játékvezető: Martin Hansson (svéd) |

| 2003. augusztus 19. 20:00 |

| Ausztrália | 0–2               | Costa Rica                           |
| ---------- | ----------------- | ------------------------------------ |
|            | (0–0) Jegyzőkönyv | Rodríguez 62' (11-esből) Salazar 75' |

| Veritas Stadion, Turku Nézőszám: 5424 Játékvezető: Khalil Al-Ghamdi (szaúd-arábiai) |

### C csoport
| Csapat     | M | Gy | D | V | G+ | G– | Gk | P |
| ---------- | - | -- | - | - | -- | -- | -- | - |
| Brazília   | 3 | 2  | 1 | 0 | 9  | 1  | +8 | 7 |
| Portugália | 3 | 1  | 1 | 1 | 9  | 13 | –4 | 4 |
| Kamerun    | 3 | 0  | 3 | 0 | 7  | 7  | 0  | 3 |
| Jemen      | 3 | 0  | 1 | 2 | 4  | 8  | –4 | 1 |

| 2003. augusztus 14. 17:30 |

| Jemen                                                | 3–4               | Portugália                                                      |
| ---------------------------------------------------- | ----------------- | --------------------------------------------------------------- |
| Al-Badani 31' Sharyan 45+2' Márcio Sousa 77' (öngól) | (2–0) Jegyzőkönyv | Márcio Sousa 56' Curto 68' M. Fernandes 80' Al-Safi 82' (öngól) |

| Ratina Stadion, Tampere Nézőszám: 6400 Játékvezető: Ravshan Ermatov (üzbég) |

| 2003. augusztus 14. 20:00 |

| Kamerun          | 1–1               | Brazília  |
| ---------------- | ----------------- | --------- |
| Joseph Mawaye 5' | (1–1) Jegyzőkönyv | Abuda 38' |

| Ratina Stadion, Tampere Nézőszám: 8250 Játékvezető: Marco Rodríguez (mexikói) |

| 2003. augusztus 17. 15:00 |

| Portugália | 0–5               | Brazília                                                        |
| ---------- | ----------------- | --------------------------------------------------------------- |
|            | (0–1) Jegyzőkönyv | Leo 20' Abuda 52' Ederson 68' (11-esből) Evandro 77' Thyago 86' |

| Ratina Stadion, Tampere Nézőszám: 10 190 Játékvezető: Gabriel Brazenas (argentin) |

| 2003. augusztus 17. 17:30 |

| Jemen       | 1–1               | Kamerun    |
| ----------- | ----------------- | ---------- |
| Juaim 90+2' | (0–0) Jegyzőkönyv | Mawaye 74' |

| Ratina Stadion, Tampere Nézőszám: 6855 Játékvezető: Eddy Maillet (Seychelle-szigeteki) |

| 2003. augusztus 20. 17:30 |

| Brazília                   | 3–0               | Jemen |
| -------------------------- | ----------------- | ----- |
| Evandro 28' 32' Arouca 86' | (2–0) Jegyzőkönyv |       |

| Ratina Stadion, Tampere Nézőszám: 5896 Játékvezető: Marco Rodríguez (mexikói) |

| 2003. augusztus 20. 20:00 |

| Portugália                               | 5–5               | Kamerun                                                  |
| ---------------------------------------- | ----------------- | -------------------------------------------------------- |
| Vieirinha 21' Curto 36' 43' 44' Gama 52' | (4–0) Jegyzőkönyv | T. Costa 70' (öngól) N'Gal 74' 76' Nguemo 88' Mbia 90+4' |

| Ratina Stadion, Tampere Nézőszám: 4723 Játékvezető: Eric Braamhaar (holland) |

### D csoport
| Csapat           | M | Gy | D | V | G+ | G– | Gk | P |
| ---------------- | - | -- | - | - | -- | -- | -- | - |
| Spanyolország    | 3 | 2  | 1 | 0 | 8  | 5  | +3 | 7 |
| Egyesült Államok | 3 | 2  | 1 | 1 | 8  | 4  | +4 | 6 |
| Dél-Korea        | 3 | 1  | 3 | 2 | 6  | 11 | –5 | 3 |
| Sierra Leone     | 3 | 0  | 1 | 2 | 6  | 8  | –2 | 1 |

| 2003. augusztus 14. 17:30 |

| Dél-Korea         | 1–6               | Egyesült Államok                                              |
| ----------------- | ----------------- | ------------------------------------------------------------- |
| Owens 11' (öngól) | (1–2) Jegyzőkönyv | Adu 16' 89' 90+2' (11-esből) Owens 26' Watson 54' Curfman 75' |

| Lahden Stadion, Lahti Nézőszám: 3240 Játékvezető: Eddy Maillet (Seychelle-szigeteki) |

| 2003. augusztus 14. 20:00 |

| Spanyolország                 | 3–3               | Sierra Leone                   |
| ----------------------------- | ----------------- | ------------------------------ |
| David 8' Sisi 15' Xisco 90+6' | (2–2) Jegyzőkönyv | Barlay 34' 73' Ruz 36' (öngól) |

| Lahden Stadion, Lahti Nézőszám: 3150 Játékvezető: Khalil Al-Ghamdi (szaúd-arábiai) |

| 2003. augusztus 17. 15:00 |

| Egyesült Államok                | 2–1               | Sierra Leone |
| ------------------------------- | ----------------- | ------------ |
| González 45' (11-esből) Adu 89' | (1–1) Jegyzőkönyv | Sesay 32'    |

| Lahden Stadion, Lahti Nézőszám: 4950 Játékvezető: Ravshan Ermatov (üzbég) |

| 2003. augusztus 17. 17:30 |

| Dél-Korea                         | 2–3               | Spanyolország     |
| --------------------------------- | ----------------- | ----------------- |
| D.H. Yang 45' Sánchez 59' (öngól) | (1–0) Jegyzőkönyv | Silva 65' 73' 76' |

| Lahden Stadion, Lahti Nézőszám: 3470 Játékvezető: Marco Rodríguez (mexikói) |

| 2003. augusztus 20. 17:30 |

| Sierra Leone    | 2–3               | Dél-Korea                               |
| --------------- | ----------------- | --------------------------------------- |
| Metzger 36' 51' | (1–1) Jegyzőkönyv | D.W. Han 28' D.H. Yang 74' Y.R. Lee 78' |

| Lahden Stadion, Lahti Nézőszám: 2475 Játékvezető: Leone Rakaroi (Fidzsi-szigeteki) |

| 2003. augusztus 20. 20:00 |

| Egyesült Államok | 0–2               | Spanyolország           |
| ---------------- | ----------------- | ----------------------- |
|                  | (0–1) Jegyzőkönyv | Jurado 11' Fàbregas 70' |

| Lahden Stadion, Lahti Nézőszám: 3825 Játékvezető: Heber Lopes (brazil) |

## Egyenes kieséses szakasz
|  |                          |                  |                          |                         |   |           |                         |                         |                         |                         |               |       |       |
|  | Negyeddöntők             | Negyeddöntők     | Negyeddöntők             |                         |   | Elődöntők | Elődöntők               | Elődöntők               |                         |                         | Döntő         | Döntő | Döntő |
|  | Negyeddöntők             | Negyeddöntők     | Negyeddöntők             |                         |   | Elődöntők | Elődöntők               | Elődöntők               |                         |                         | Döntő         | Döntő | Döntő |
|  | augusztus 23. – Helsinki |                  |                          |                         |   |           |                         |                         |                         |                         |               |       |       |
|  |                          |                  |                          |                         |   |           |                         |                         |                         |                         |               |       |       |
|  | A1                       | Kolumbia         | 2                        |                         |   |           |                         |                         |                         |                         |               |       |       |
|  | A1                       | Kolumbia         | 2                        | augusztus 27. – Tampere |   |           |                         |                         |                         |                         |               |       |       |
|  | B2                       | Costa Rica       | 0                        |                         |   |           |                         |                         |                         |                         |               |       |       |
|  | B2                       | Costa Rica       | 0                        |                         |   | Kolumbia  | Kolumbia                | 0                       |                         |                         |               |       |       |
|  | augusztus 24. – Turku    |                  |                          |                         |   | Kolumbia  | Kolumbia                | 0                       |                         |                         |               |       |       |
|  |                          |                  | Brazília                 | Brazília                | 2 |           |                         |                         |                         |                         |               |       |       |
|  | C1                       | Brazília         | Brazília                 | Brazília                | 2 | 3         |                         |                         |                         |                         |               |       |       |
|  | C1                       | Brazília         |                          |                         |   | 3         | augusztus 30. – Tampere |                         |                         |                         |               |       |       |
|  | D2                       | Egyesült Államok | 0                        |                         |   |           |                         |                         |                         |                         |               |       |       |
|  | D2                       | Egyesült Államok | 0                        |                         |   | Brazília  | Brazília                | 1                       |                         |                         |               |       |       |
|  | augusztus 23. – Lahti    |                  |                          |                         |   | Brazília  | Brazília                | 1                       |                         |                         |               |       |       |
|  |                          |                  | Spanyolország            | Spanyolország           | 0 |           |                         |                         |                         |                         |               |       |       |
|  | B1                       | Argentína        | Spanyolország            | Spanyolország           | 0 | 2         |                         |                         |                         |                         |               |       |       |
|  | B1                       | Argentína        | augusztus 27. – Helsinki |                         |   | 2         |                         |                         |                         |                         |               |       |       |
|  | A2                       | Mexikó           | 0                        |                         |   |           |                         |                         |                         |                         |               |       |       |
|  | A2                       | Mexikó           | 0                        |                         |   | Argentína | Argentína               | 2                       | Bronzmérkőzés           | Bronzmérkőzés           | Bronzmérkőzés |       |       |
|  | augusztus 24. – Tampere  |                  |                          |                         |   | Argentína | Argentína               | 2                       | Bronzmérkőzés           | Bronzmérkőzés           | Bronzmérkőzés |       |       |
|  |                          |                  | Spanyolország            | Spanyolország           | 3 |           |                         | augusztus 30. – Tampere | augusztus 30. – Tampere | augusztus 30. – Tampere |               |       |       |
|  | D1                       | Spanyolország    | Spanyolország            | Spanyolország           | 3 | 5         |                         | augusztus 30. – Tampere | augusztus 30. – Tampere | augusztus 30. – Tampere |               |       |       |
|  | D1                       | Spanyolország    |                          |                         |   |           |                         | Kolumbia                | Kolumbia                | 1 (4)                   |               |       |       |
|  | C2                       | Portugália       | 2                        |                         |   |           |                         | Kolumbia                | Kolumbia                | 1 (4)                   |               |       |       |
|  | C2                       | Portugália       | 2                        |                         |   | Argentína | Argentína               | 1 (5)                   |                         |                         |               |       |       |
|  |                          |                  |                          |                         |   | Argentína | Argentína               | 1 (5)                   |                         |                         |               |       |       |

### Negyeddöntők
| 2003. augusztus 23. 14:00 |

| Kolumbia         | 2–0               | Costa Rica |
| ---------------- | ----------------- | ---------- |
| Otalvaro 25' 43' | (2–0) Jegyzőkönyv |            |

| Finnair Stadion, Helsinki Nézőszám: 2340 Játékvezető: Eddy Maillet (Seychelle-szigeteki) |

| 2003. augusztus 23. 18:00 |

| Argentína               | 2–0               | Mexikó |
| ----------------------- | ----------------- | ------ |
| Cardozo 34' Peirone 45' | (2–0) Jegyzőkönyv |        |

| Lahden Stadion, Lahti Nézőszám: 5030 Játékvezető: Eric Braamhaar (holland) |

| 2003. augusztus 24. 14:00 |

| Brazília                             | 3–0               | Egyesült Államok |
| ------------------------------------ | ----------------- | ---------------- |
| Leonardo 18' Ederson 61' Evandro 64' | (1–0) Jegyzőkönyv |                  |

| Veritas Stadion, Turku Nézőszám: 6150 Játékvezető: Martin Hansson (svéd) |

| 2003. augusztus 24. 18:00 |

| Spanyolország                                                  | 5–2               | Portugália             |
| -------------------------------------------------------------- | ----------------- | ---------------------- |
| Sánchez 28' Fàbregas 42' 78' Xisco 50' Jurado 90+4' (11-esből) | (2–1) Jegyzőkönyv | Curto 3' Vieirinha 87' |

| Ratina Stadion, Tampere Nézőszám: 5387 Játékvezető: Gabriel Brazenas (argentin) |

### Elődöntők
| 2003. augusztus 27. 17:00 |

| Kolumbia | 0–2               | Brazília      |
| -------- | ----------------- | ------------- |
|          | (0–1) Jegyzőkönyv | Abuda 16' 72' |

| Ratina Stadion, Tampere Nézőszám: 7675 Játékvezető: Marco Rodríguez (mexikói) |

| 2003. augusztus 27. 20:00 |

| Argentína            | 2–3 (h. u.)                 | Spanyolország                |
| -------------------- | --------------------------- | ---------------------------- |
| Biglia 11' Garay 31' | (2–0, 2–2, 2–2) Jegyzőkönyv | Fàbregas 48' 119' Jurado 53' |

| Finnair Stadion, Helsinki Nézőszám: 5030 Játékvezető: Martin Hansson (svéd) |

### Bronzmérkőzés
| 2003. augusztus 30. 13:00 |

| Kolumbia                                   | 1–1 (h. u.)                 | Argentína                                  |
| ------------------------------------------ | --------------------------- | ------------------------------------------ |
| Hidalgo 53' (11-esből)                     | (0–1, 1–1, 1–1) Jegyzőkönyv | Lagos 4'                                   |
| Büntetőpárbaj                              |                             |                                            |
| Vargas Guarín Hidalgo Otalvaro Movil Núñez | 4–5                         | Faurlín Hassell Formica Díaz Colzera Garay |

| Finnair Stadion, Helsinki Nézőszám: 6400 Játékvezető: Eddy Maillet (Seychelle-szigeteki) |

### Döntő
| 2003. augusztus 30. 16:00 |

| Brazília    | 1–0               | Spanyolország |
| ----------- | ----------------- | ------------- |
| Leonardo 7' | (1–0) Jegyzőkönyv |               |

| Finnair Stadion, Helsinki Nézőszám: 10 452 Játékvezető: Eric Braamhaar (holland) |

## Díjak
| A 2003-as U17-es labdarúgó-világbajnokság győztese |
| -------------------------------------------------- |
| · Brazília · 3. cím                                |

adidas Golden Ball
- Cesc Fàbregas
- Evandro
- David Silva

adidas Golden Shoe
- Cesc Fàbregas
- Carlos Hidalgo
- Manuel Curto

FIFA Fair Play díj
- Costa Rica

## Gólszerzők
| 5 gólos - Carlos Hidalgo - Manuel Curto - Cesc Fàbregas 4 gólos - Abuda - Evandro - Freddy Adu 3 gólos - Hernan Peirone - Jiang Chen - Gustavo Adrian Ramos - Jurado - David Silva 2 gólos - Ezequiel Garay - Ederson - Leonardo - Joseph Mawaye - Serge N'Gal - Wang Yongpo - Freddy Guarín - Harrison Otalvaro - Tomi Petrescu - Ezekiel Bala - Vieirinha - Samuel Barlay - Obi Metzger - Yang Dong-Hyen - Xisco | 1 gólos - Lucas Biglia - Neri Cardozo - Ariel Colzera - Alejandro Faurlín - Diego Lagos - Dez Giraldi - Arouca - Leo - Thyago - Stéphane Mbia - Joel Nguemo - Sebastián Hernández - Juan Gilberto Núñez - Yosimar Arias - Pablo Rodríguez - Alonso Salazar - Jarno Parikka - Julio Ceja - Gerardo Flores - Oscar Herrera - Manuel Mariaca - Rafael Murguia - John Obi Mikel - Bruno Gama - Manuel Fernandes - Márcio Sousa - Alimamy Sesay - Han Dong-Won - Lee Yong-Rae - David | 1 gólos (folytatás) - Sergio Sánchez - Sisi - Steven Curfman - Guillermo González - Dwight Owens - Jamie Watson - Yaser Al-Badani - Sami Juaim - Abdulelah Sharyan Öngólok - Márcio Sousa (ellenfél: Jemen) - Tiago Costa (ellenfél: Kamerun) - Ruz (ellenfél: Sierra Leone) - Sergio Sánchez (ellenfél: Dél-Korea) - Dwight Owens (ellenfél: Dél-Korea) - Abdullah Al-Safi (ellenfél: Portugália) |